# NeBo (album)
NeBo je sedmi studijski album hrvatske pop pjevačice Nine Badrić, kojeg 2011. godine objavljuje diskografska kuća Aquarius Records.
Album sadrži četrnaest skladbi, a na albumu su zajedno s Ninom surađivali već dobro poznati suradnici Ante Gelo, Baby Dooks, Darko Juranović D'Knock, Massimo, Nikša Bratoš, Aleksandra Milutinović, ali i neka nova imena poput producenta Denykena, aranžera Tihomira Preradovića, autora Rastka Miloševa, Dina Muharemovića, te Branimira Mihaljevića i Antonije Šole.
Pjesme Moje oči pune ljubavi, Dat će nam Bog, Nebo, Sve mi pamti i Sanjam da smo skupa mi izdani su kao singlovi s albuma.
Turneju NeBo započet će 26. listopada 2012. koncertom u beogradskoj areni Kombanku (Beogradska arena), nakon čega slijedi koncert u dvorani  Košarkaški centar Dražen Petrović (Cibona), 17. listopada 2012. u Zagrebu.

## Popis pjesama
1. "Neopisivo" (5:02)
2. "Ljudi od ljubavi" (4:04)
3. "Sve je u redu" (5:51)
4. "Nebo" (4:02)
5. "Sanjam da smo skupa mi" (4:22)
6. "Na zidu plača" (4:23)
7. "Sve mi pamti" (4:16)
8. "Moje oči pune ljubavi" (5:14)
9. "Dat će nam Bog" (3:46)
10. "Pokazat ću ti kako da se vratiš" (3:44)
11. "Velika ljubav" (5:50)
12. "Prospi riječi" (duet s Massimom) (4:08)
13. "Znam te ja" (4:52)
14. "Mama" (4:19)

## Vanjske poveznice
- Album na stranicama Aquarius Recordsa[neaktivna poveznica]